# Xã Bull Moose, Quận Cass, Minnesota
Xã Bull Moose (tiếng Anh: Bull Moose Township) là một xã thuộc quận Cass, tiểu bang Minnesota, Hoa Kỳ. Năm 2010, dân số của xã này là 133 người.